# Ulta Beauty
Ulta Beauty, Inc., wcześniej znana jako Ulta Salon, Cosmetics & Fragrance Inc.,, a przed 2000 rokiem jako Ulta3 – amerykańska sieć sklepów kosmetycznych z siedzibą w Bolingbrook w stanie Illinois. Ulta Beauty oferuje zarówno kosmetyki z najwyższej półki, jak i z niższej półki, perfumy, produkty do paznokci, produkty do kąpieli i ciała, przybory kosmetyczne i produkty do pielęgnacji włosów. W każdym sklepie znajduje się także salon kosmetyczny.

## Historia
Ulta została założona przez Richarda E. George’a, byłego prezesa Osco Drug, Inc. i Terry’ego Hansona. George odszedł z pracy w Osco w 1989 roku, aby opracować biznesplan dla sprzedawcy detalicznego oferującego produkty kosmetyczne na różnych poziomach cenowych. Inni dyrektorzy Osco dołączyli do George’a i Hansona w biznesie i zebrali kapitał wysokiego ryzyka o wartości 11,5 miliona dolarów. Firma, początkowo nazywana Ulta3, została założona w 1990 roku i posiadała pięć sklepów na przedmieściach Chicago. Nazwę zmieniono z Ulta3 na Ulta pod koniec 1999 roku.
George opuścił Ulta3 w 1995 roku, a Hanson został dyrektorem generalnym firmy. W grudniu 1999 r. Lyn Kirby został prezesem i dyrektorem generalnym, a Charles „Rick” Weber został starszym wiceprezesem wykonawczym, dyrektorem operacyjnym i dyrektorem finansowym. W dniu 25 października 2007 roku spółka została notowana na giełdzie NASDAQ.
W 2008 roku firma otworzyła drugie centrum dystrybucyjne w Phoenix w Arizonie. W 2010 roku Carl „Chuck” Rubin został mianowany dyrektorem operacyjnym, prezesem i członkiem zarządu.
W dniu 24 czerwca 2013 r. ogłoszono, że Mary Dillon zostanie mianowana dyrektorem generalnym i członkiem Zarządu ze skutkiem od 1 lipca 2013 r. Dillon był wcześniej dyrektorem US Cellular i członkiem kadry kierowniczej wyższego szczebla w McDonald’s i PepsiCo.
W 2020 roku, przed pandemią Covid-19, zatrudnionych było 44 000 pracowników. Od 2021 r. Ulta zatrudnia około 37 000 osób.

## Lokalizacje
Ulta Beauty działa wyłącznie na swoim krajowym rynku amerykańskim. Na dzień 28 stycznia 2023 r. Ulta miała około 1355 sklepów we wszystkich 50 stanach, z czego około 250 znajdowało się w sklepach Target. Ulta Beauty miała 168 punktów sprzedaży detalicznej w całej Kalifornii, co stanowi największą liczbę ze wszystkich stanów.